# Pròtesi amovible
Una pròtesi amovible mucosoportada és un aparell protètic que s'utilitza en persones a les quals els manquen dents. Poden ser de resina o de metall-resina, en aquest segon cas són esquelètics.
Totes dues són mucosoportades, però si la persona conserva alguna dent romanent, es diu que són dento-mucosoportades, perquè no tindrà només suport mucós sinó que també hi haurà suport dentari alhora.